# Сара Дюнан
Сара Дюнан (англ. Sarah Dunant; нар. 8 серпня 1950, Лондон) — британська письменниця детективного жанру, журналістка, літературний критик. Отримала Срібний кинджал (Silver Dagger Award), престижну нагороду Британської Асоціації письменників детективного жанру.

## Біографія
Народилася і виросла в Лондоні, в родині Девіда Дюнана, колишнього управителя валійської авіакомпанії, який згодом став менеджером British Airways, та його дружини, француженки Естелле. Навчалася в Godolphin and Latymer, місцевій гімназії для дівчат. Потім вивчала історію в Newnham College (Кембридж), де була залучена до аматорського театрального клубу. Після закінчення школи отримала картку члена Британської асоціації творчих працівників і переїхала до Токіо. Там півроку працювала вчителькою англійської мови та господинею нічного клубу, перш ніж повернулася додому, проїхавши через країни Південно-Східної Азії.
Два роки працювала на BBC Radio 4 у Лондоні, випускаючи свій журнал мистецтв «Калейдоскоп», перш ніж знову поїхала в подорож, на цей раз сушею через Північну, Центральну і Південну Америку, зібравши дослідницький матеріал для написання першого роману «Сніжні бурі в жаркому кліматі» (1988), трилеру про торгівлю кокаїном у Колумбії. Вона продовжувала плідно працювати на радіо та телебаченні, особливо як ведуча програми мистецтв «Пізнє шоу» на живо на BBC2 у 1990-х роках та у дискусійній програмі про культуру «Нічні хвилі» на BBC3. Регулярно бере участь у передачах на радіо, і є періодичною ведучою для словника думок BBC4 «Точка зору».
Має двох доньок. Живе між Флоренцією і Лондоном.

## Літературна діяльність
Дюнан почала писати наприкінці 1990-х років, спочатку з другом, з яким продюсувала два політичні трилери та п'ятисерійний драматичний серіал BBC1 «Ніжне повітря» (Thin Air), який вийшов в ефір у 1988 році. Одинадцять її наступних романів були у двох жанрах: сучасні трилери та історична фантастика. Їх об'єднують популярні форми, які характеризуються переконливою розповіддю, як спосіб вивчити серйозні теми та охопити широку аудиторію. Це включало пристрасну прихильність до фемінізму та ролі жінки всередині роману. У 1990-х роках Дюнан написала трилогію про приватного британського детектива Анну Вулф, приділяючи увагу таким питанням, як сурогатне материнство, косметична хірургія, права тварин і насильство проти жінок. Сексуальне насильство було також у центрі роману «Правопорушення» за мотивами загадкової серії інцидентів, які сталися в її будинку.
У 2000 році тривалий візит до Флоренції змінив її життя. Згідно зі старим захопленням історією вона почала досліджувати вплив Ренесансу на це місто у 1490-х роках. Результатом цього став роман «Народження Венери», перший із трилогії романів про життя жінок під час італійського Відродження. Комерційний успіх трилогії в США та інших країнах дозволив Дюнан присвятити себе повністю написанню книг та історичним дослідженням, особливо в жіночій історії. Роман «Священні серця», історія монахинь у закритому монастирі XVI століття, призвів до її співпраці з вокальною групою «Musica Secreta». Проведені театральні адаптації з використанням музики того часу, виконані в церквах і на початку музикальних фестивалів по всій Британії.
|  | «Що відрізняє і підносить до першого порядку серію із п’яти романів Сари Дюнан, дія якої йде в Італії епохи Відродження, - це те, що вона поєднує бездоганну історичну науку з привабливою розповіддю.» Обсервер |

З тих пір Дюнан працює над історією сім'ї Борджіа, прагнучи відокремити барвисту історичну правду від пліток, які накопичились за їхнє життя та в історії після їхньої смерті. Це зробило її пристрасною прихильницею кращої історичної точності в таких популярних серіалах, як «Борджіа».
Як журналістка вона писала рецензії для багатьох британських газет, редагувала дві книги есе про політичну коректність і занепокоєння проблемою 2000 року. Нині є оглядачем у New York Times.
Католичка за походженням, вона також писала про важливість релігії в історії та необхідність реформації католицизму.

## Нагороди
Її кримінальні романи тричі потрапляли в шорт-лист нагороди Британської Асоціації письменників детективного жанру «Золотий кинджал», а в 1994 році вона виграла «Срібний кинджал» цієї Асоціації за роман «Ласі землі».
У 2010 році роман «Священні серця» потрапив до шорт-листу першої премії історичної фантастики Вальтера Скотта, нагороди, яка підкреслювала зростаючу силу та популярність жанру.
Вона є акредитованою викладачкрю благодійної організації з мистецтв Великої Британії (NADFAS), яка сприяє освіті та оцінці образотворчого мистецтва.
У 2016 році Дюнан отримала почесну докторську ступінь Оксфордського університету Брукса, де вона є запрошеним викладачем курсу творчого письма.

## Твори

### Серія Ганни Вулф
- Birth Marks (Родимки) (1991);
- Fatlands (Ласі землі) (1992) (роман отримав нагороду Silver Dagger Award);
- Under My Skin (Під моєю шкірою) (1995).

### Серія Борджіа
- Blood & Beauty (Кров і красота) (2014);
- In the name of the family (В ім'я сім1ї) (2018).

### Інші романи
- Snowstorms in a Hot Climate (Сніжні бурі в жаркому кліматі) (1988);
- Transgressions (Правопорушення) (1998);
- Mapping the edge (Картування межі)) (1999);
- The birth of Venus (Народження Венери) (2013);
- Sacred hearts (Священні серця) (2013);
- In the company of the courtesan (У кампанії куртизанок) (2013);

### Під спільними псевдонімом «Пітер Дюнан» (з Пітером Басбі)
- Exterminating Angels (Ангели-винищувачі) (1983);
- Intensive Care (Інтенсивне лікування) (1986).